# バリエノール
バリエノール(Valienol)またはストレプトール(Streptol)は、C-7シクリトールである。バリエナミンと似た構造を持つ。